# Agulla de Lliterola
L'Agulla de Lliterola és un cim de 3.028 m d'altitud, amb una prominència de 10 m, que es troba al sud del Pic de Crabioules Occidental, al massís de Perdiguero, entre la província d'Osca (Aragó) i el departament de l'Alta Garona (França).